# Echeveria strictiflora
Echeveria strictiflora là một loài thực vật có hoa trong họ Crassulaceae. Loài này được A.Gray miêu tả khoa học đầu tiên năm 1852.